# Teijsmanniodendron
Teijsmanniodendron  é um gênero botânico da família Lamiaceae

## Espécies
Formado por 23 espécies:
- Teijsmanniodendron ahernianum
- Teijsmanniodendron bintuluense
- Teijsmanniodendron bogoriense
- Teijsmanniodendron coriaceum
- Teijsmanniodendron glabrum
- Teijsmanniodendron holophyllum
- Teijsmanniodendron hollrungii
- Teijsmanniodendron kostermansi
- Teijsmanniodendron longifolium
- Teijsmanniodendron monophyllum
- Teijsmanniodendron novoguineense
- Teijsmanniodendron pendulum
- Teijsmanniodendron peralata
- Teijsmanniodendron peteloti
- Teijsmanniodendron pierrei
- Teijsmanniodendron pteropodum
- Teijsmanniodendron sarawakanum
- Teijsmanniodendron simplicifolium
- Teijsmanniodendron simplicioides
- Teijsmanniodendron sinclairii
- Teijsmanniodendron smilacifolium
- Teijsmanniodendron subspicatum
- Teijsmanniodendron unifoliolatum